# Агентство розвитку Дніпра
Комунальне підприємство «Агентство розвитку Дніпра» — засноване 2016 року рішенням Дніпровської міської ради, як комунальне підприємство у формі 100% власності міськради.
Керівник підприємства — Панченко Володимир Григорович.

## Завдання
Підприємствіо розробляє та впроваджує інфраструктурні та інші інвест-проекти суспільного значення, орієнтованих як на індустріальний, так і сталий розвиток у місті Дніпро (зокрема — індустріальний парк «Innovation Forpost», сміттєпереробний завод, український аерокосмічний кластер).
Стратегічні завдання агентства:
- сприяння залученню 10 млрд доларів США прямих іноземних і внутрішніх інвестицій протягом 10 років;
- створення 100 тисяч додаткових робочих місць;
- дворазове збільшення валового регіонального продукту і доходу бюджету міста Дніпра;
- залучення 1 млн туристів щорічно.

## Залучення туристів
24-25 серпня 2018 агентство організувало етноісторичний фестиваль «Самар-Дніпро-Фест», на якому відбулися змагання за Кубок із середньовічного бою, штурм «польської фортеці», виступи українських музикантів, зокрема, гурту «Скрябін».